# Hendrik Alingh
Hendrik Alingh (Gasselte, gedoopt 22 september 1726 - Roden, 12 mei 1798) was een Nederlandse schulte.

## Leven en werk
Alingh was de oudste zoon van de schulte van Gasselte Jan Alingh. Hij werd in maart 1740, op 14-jarige leeftijd, benoemd tot schulte van Roden. Tijdens zijn minderjarigheid werd Thijle Krijthe als zijn verwalter (plaatsvervanger) aangesteld. Hij was van 1748 tot 1791, dus ruim 50 jaar, schulte van Roden. In 1791 werd hem op eigen verzoek eervol ontslag verleend door de stadhouder Willem V. Hij overleed op 12 mei 1798 te Roden op 72-jarige leeftijd.
Hij trouwde op 22 april 1768 te Roden met Grietjen IJbes, weduwe van Pieter Eitens. Na haar overlijden hertrouwde hij op 25 februari 1776 te Roden met Jantien Garbrandts, dochter van Garbrant Harms en Roelofje Luichjens, weduwe van Geert Tyles Krijthe. Zij was een schoondochter van zijn plaatsvervanger Thijle Krijthe.